# Usnea
Usnea Dill. ex Adans., 1763 è un genere di licheni frutticosi grigiastri-verdastri della famiglia Parmeliaceae, con crescita simile a piccoli arbusti spogli ancorati su cortecce o rami di alberi. Il genere appartiene alla famiglia delle Parmeliaceae ed ha distribuzione cosmopolita. Le specie del genere vengono comunemente chiamate  barbe di bosco. e ricordano il genere Evernia. Inoltre, le specie del genere Usnea sono simili a quelle appartenenti al genere Alectoria. La differenza risiede nella caratteristica elasticità dei talli di Usnea, mancante invece nel genere Alectoria. Usnea ricorda, inoltre, una specie di angiosperma del genere Tillandsia, tanto che quest'ultima è stata chiamata Tillandsia usneoides. Come altri licheni, Usnea è una simbiosi tra un fungo e un'alga. Nel genere Usnea, il simbionte fungino appartiene alla divisione degli Ascomycota, mentre il simbionte algale alla divisione delle Chlorophyta.

## Descrizione
Come tutti i licheni con tallo frutticoso, la morfologia delle specie di Usnea è simile a quella di un piccolo arbusto ancorato alla corteccia dell'albero ospite. Al contrario di altri licheni con morfologia simile, le specie di questo genere hanno una corda elastica che decorre al centro del tallo, che si può osservare tirando delicatamente un filamento del tallo.

## Biologia
Si riproducono per via vegetativa  ovvero attraverso frammentazione, asessuata ovvero attraverso i soredi, o sessuale ovvero attraverso ascogoni e spermatogoni. In natura, il tasso di crescita dei licheni è lento, seppure in condizioni di laboratorio è stato possibile velocizzare la crescita di Usnea coltivata in loco.

## Ecologia
Usnea cresce spesso su alberi morenti o malati siccome l'assenza delle foglie permette al lichene una maggiore capacità di fotosintesi; questo ha portato i giardinieri a credere che questi licheni siano la causa delle malattie che affliggono gli alberi ospite. Le specie di Usnea sono particolarmente sensibili all'inquinamento atmosferico e in particolar modo all'anidride solforosa. In caso di cattive condizioni ambientali possono crescere solo pochi millimetri, se riescono a sopravvivere. Dove l'aria non è inquinata, possono crescere sino a 10–20 cm. Per questa loro sensibilità possono essere utilizzati come bioindicatori ambientali.

## Tassonomia
Molte specie del genere Usnea sono state descritte. Una serie di tre volumi scritta da Józef Motyka e pubblicata nel 1936 e 1947 raccoglie un inventario di 451 specie. Molte delle specie elencate nei libri sono oggi riconosciute come varianti morfologiche e adattamenti all'ambiente locale. La categorizzazione tassonomica di molti membri di questo genere rimane incerta. Per questa ragione, il numero di specie riconosciute in Finlandia è andato col tempo diminuendo: dalle 34 specie nel 1951 a solo 12 specie nel 2000. Il genere Usnea è conosciuto per includere più di 600 specie e per essere il genere più ampio della famiglia delle Parmeliaceae. Nel 2004 la specie Usnea longissima è stata rinominata Dolichousnea longissima.
Sono conosciute le seguenti specie di Usnea.
- Usnea arizonica
- Usnea articulata[15]
- Usnea australis
- Usnea baileyi
- Usnea californica
- Usnea capillaris
- Usnea catenulata
- Usnea cavernosa
- Usnea ceratina
- Usnea ciliifera
- Usnea cirrosa
- Usnea condensata
- Usnea confusa
- Usnea cornuta
- Usnea deformis
- Usnea dimorpha
- Usnea diplotypus
- Usnea duriuscula
- Usnea endochrysea
- Usnea erinacea
- Usnea evansii
- Usnea fibrillosa
- Usnea filipendula
- Usnea finkii
- Usnea florida
- Usnea fragilescens
- Usnea freyi
- Usnea fulvoreagens
- Usnea furfurosula
- Usnea glabrata
- Usnea glabrescens
- Usnea graciosa
- Usnea hesperina
- Usnea hirta
- Usnea intermedia
- Usnea kajalae
- Usnea lapponica
- Usnea leucosticta
- Usnea longissima
- Usnea merrillii
- Usnea michauxii
- Usnea mirabilis
- Usnea monstruosa
- Usnea montana
- Usnea mutabilis
- Usnea occidentalis
- Usnea pachyclada
- Usnea pensylvanica
- Usnea perplexans
- Usnea prostrata
- Usnea ramillosa
- Usnea retifera
- Usnea roseola
- Usnea rubicunda
- Usnea sacbiosa
- Usnea scabrata
- Usnea scholanderi
- Usnea sphacelata
- Usnea spinulifera
- Usnea strigosa
- Usnea stuppea
- Usnea subclavata
- Usnea subfloridana
- Usnea subfusca
- Usnea subhirta
- Usnea sublaxa
- Usnea subscabrosa
- Usnea substerilis
- Usnea sylvatica
- Usnea taylorii[16]
- Usnea trichodea
- Usnea tristis
- Usnea trachycarpa
- Usnea vainioi
- Usnea variegata
- Usnea variolosa
- Usnea wirthii
- Usnea xanthopoga

### Alcune specie

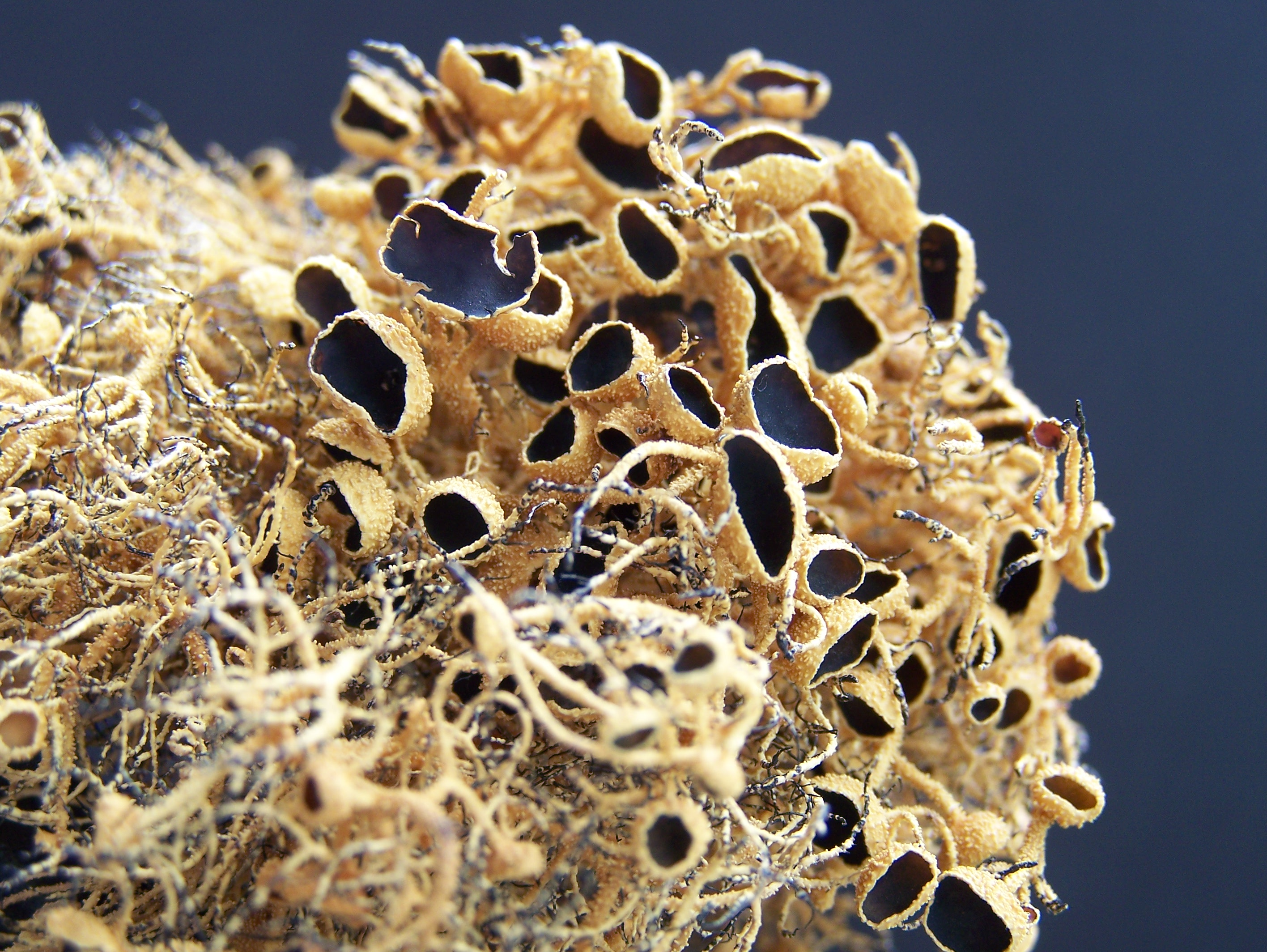
Usnea antarctica
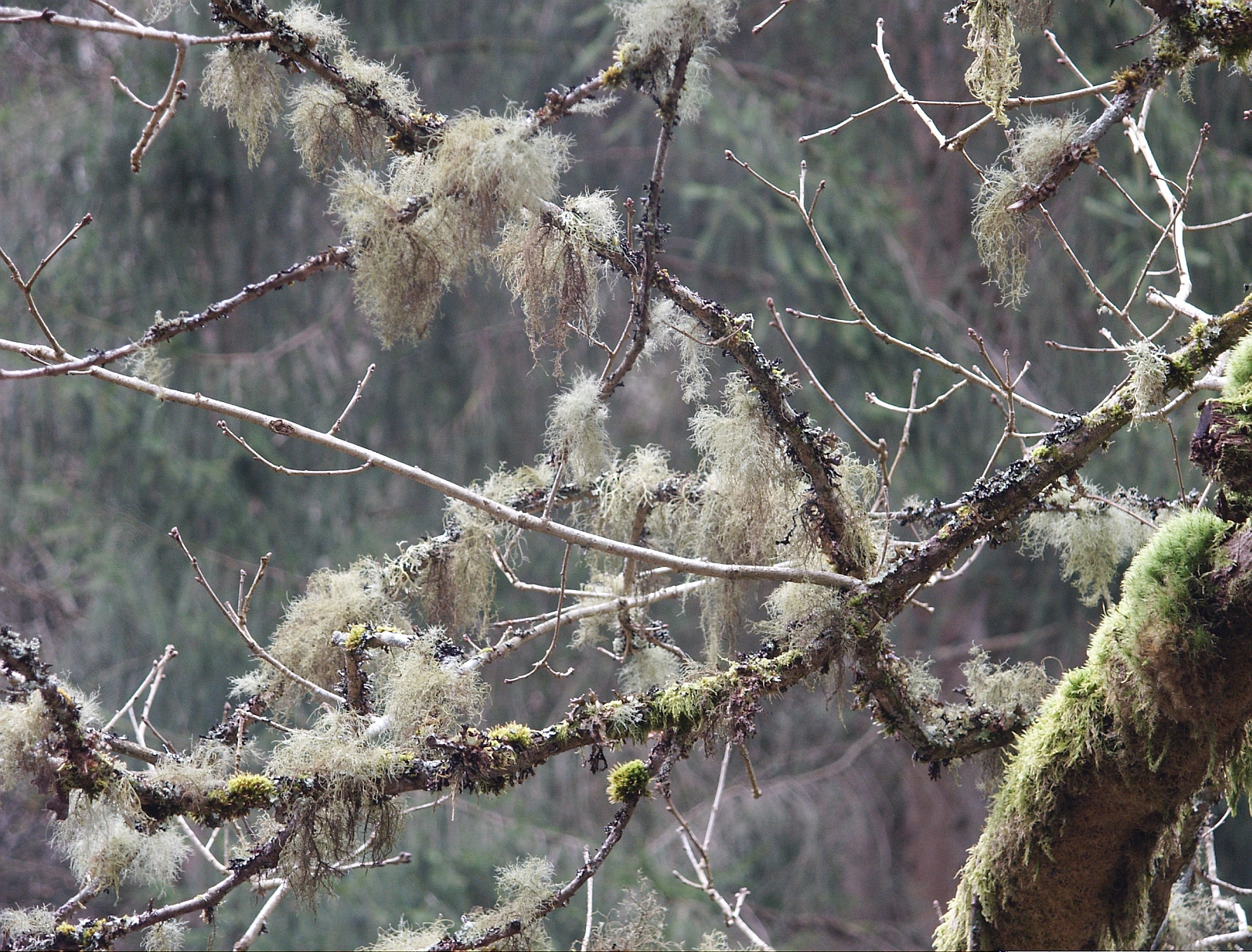
Usnea filipendula
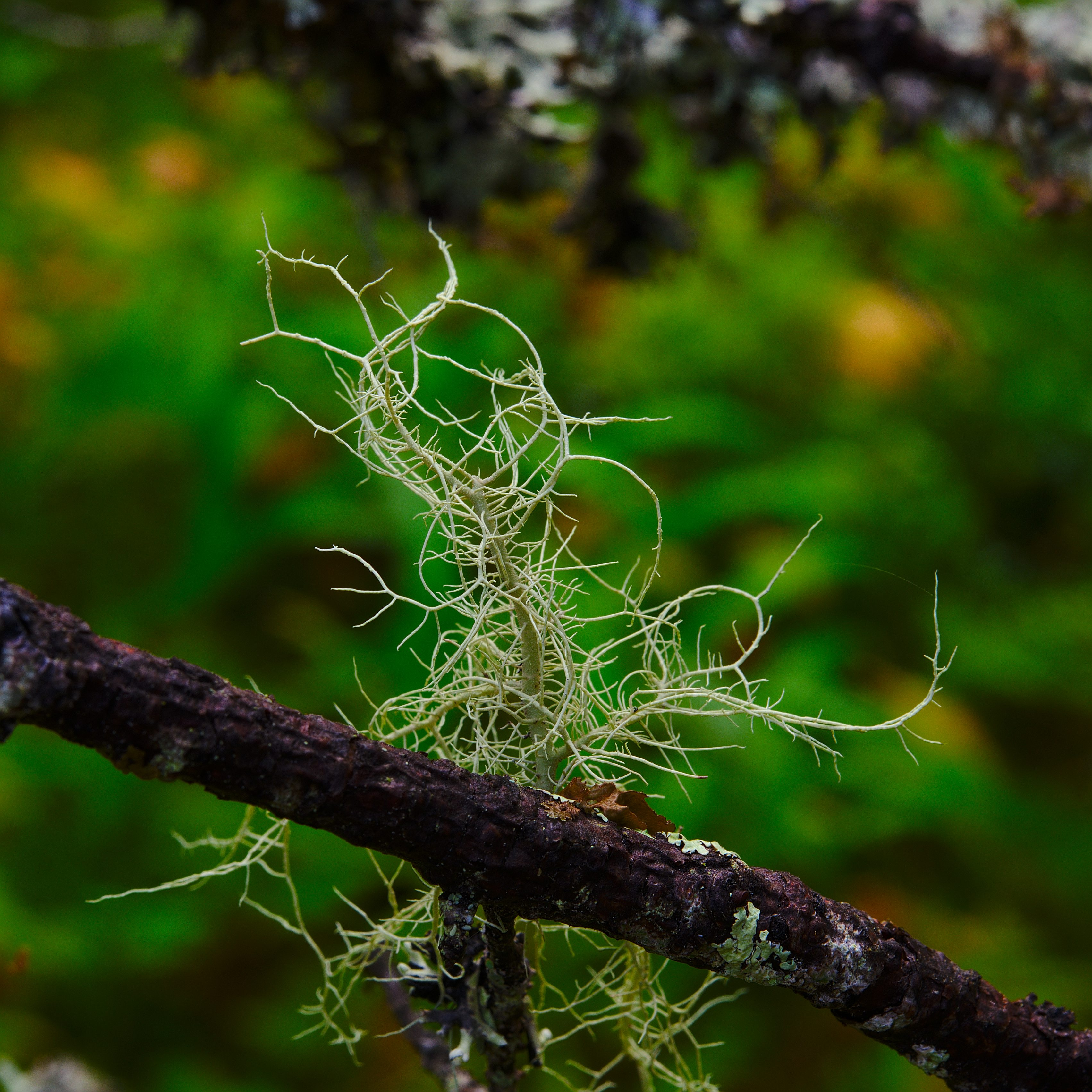
Usnea lapponica
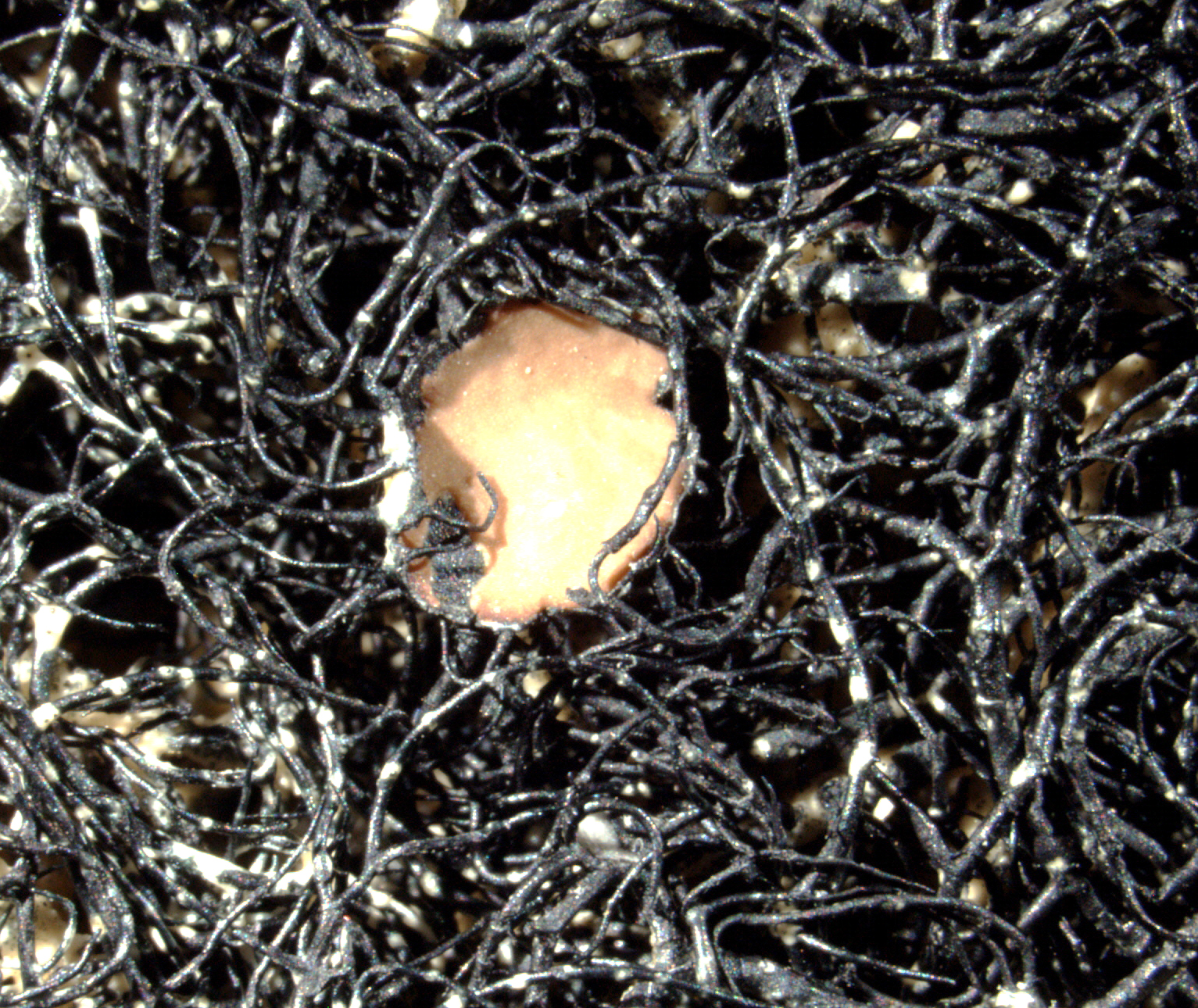
Usnea trachycarpa

## Usi

### Medicina
Secondo Paul Bergner, l'acido usnico presente in Usnea è efficace contro i batteri grampositivi come Streptococcus e Staphylococcus, aprendo la possibilità all'aggiunta di estratti vegetali di Usnea in formulazioni fitoterapiche per curare infezioni del cavo orale e della pelle. Ha mostrato, inoltre, efficacia contro i batteri responsabili della polmonite. Nonostante le possibilità di applicazione in medicina, si può ragionevolmente pensare che gli estratti di Usnea possano causare fenomeni di tossicità. Il "National Toxicology Program" sta attualmente valutando il problema.

### Coloranti
Le specie di Usnea sono state utilizzate per la preparazione di coloranti tessili arancioni, gialli, verdi, blu e viola.

### Cosmesi
La specie Usnea barbata è stata usata nella produzione di cosmetici per le sue proprietà antifungine, antimicrobiche e deodoranti.

### Combustibili
La specie Usnea barbata, quando secca, è estremamente infiammabile tanto da essere spesso utilizzata come innesco. Costituisce un ottimo combustibile d'emergenza anche quando è umido.